# De Hoop (Swartbroek)
De Hoop is een stellingmolen in Swartbroek, in de Nederlandse gemeente Weert. De molen is in 1905 vanuit Vlaardingen verplaatst, waar hij als pelmolen overbodig was geworden. De Hoop is in Swartbroek herbouwd als beltmolen en heeft tot in de jaren 50 van de 20e eeuw als korenmolen dienstgedaan. In de daaropvolgende jaren werd een deel van de belt afgegraven om plaats te maken voor een opslagloods. In 1987 is De Hoop maalvaardig gerestaureerd, waarbij hij is verhoogd en tot stellingmolen is verbouwd. Sindsdien maalt de molen op professionele basis graan, ook voor consumptie. De molen is op afspraak te bezoeken.
De naam De Hoop is voor Limburg een vrij ongebruikelijke naam voor een molen, maar komt in andere gebieden vaak voor. Bij de verhuizing van Vlaardingen naar Swartbroek heeft de molen zijn oorspronkelijke naam behouden.